# نووا پورت
نووا پورت (انگلیسی: Novaport) شرکت مدیریت فرودگاهی روس است، که در سال ۲۰۰۷ تأسیس شد.